# Komisariat Straży Granicznej „Żabie”
Komisariat Straży Granicznej „Żabie” – jednostka organizacyjna Straży Granicznej pełniąca służbę ochronną na granicy polsko-rumuńskiej w latach 1928–1939.

## Geneza
Na wniosek Ministerstwa Skarbu, uchwałą z 10 marca 1920 roku, powołano do życia Straż Celną. Proces tworzenia Straży Celnej trwał do końca 1922 roku.
Komisariat Straży Celnej „Żabie”, wraz ze swoimi placówkami granicznymi, wszedł w podporządkowanie Inspektoratu Straży Celnej „Worochta”.
W drugiej połowie 1927 roku przystąpiono do gruntownej reorganizacji Straży Celnej. W praktyce skutkowało to rozwiązaniem tej formacji granicznej.
Rozkazem nr 5 z 16 maja 1928 roku w sprawie organizacji Małopolskiego Inspektoratu Okręgowego dowódca Straży Granicznej gen. bryg. Stefan Pasławski powołał komisariat Straży Granicznej „Żabie”, który przejął ochronę granicy od rozwiązywanego komisariatu Straży Celnej.

## Formowanie i zmiany organizacyjne

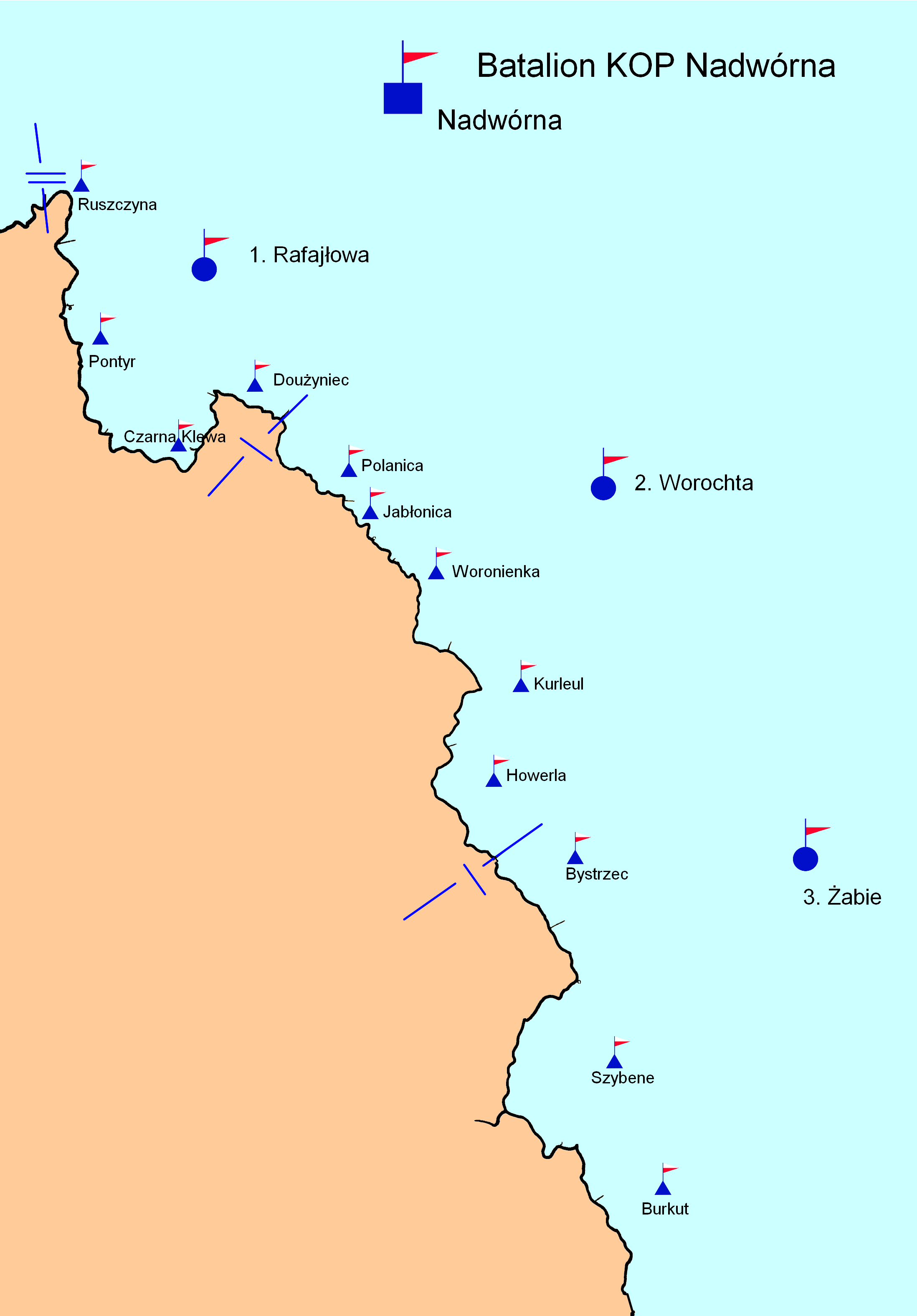
Szkic rozmieszczenia batalionu KOP „Nadwórna”

W 1926 roku na terenie odpowiedzialności przyszłego komisariatu Straży Granicznej „Żabie” funkcjonował komisariat Straży Celnej „Uścieryki”. Posiadał on swoje placówki w miejscowościach: Berwinkowa, Chorocowa, Dołhopole, Fereskula, Hołoszyna, Hryniawa, Hubki, Jabłonica, Klauza Marjen, Polanki, Uścieryki.
Rozporządzeniem Prezydenta Rzeczypospolitej Polskiej Ignacego Mościckiego z 22 marca 1928 roku, do ochrony północnej, zachodniej i południowej granicy państwa, a w szczególności do ich ochrony celnej, powoływano z dniem 2 kwietnia 1928 roku Straż Graniczną.
Rozkazem nr 5 z 16 maja 1928 roku w sprawie organizacji Małopolskiego Inspektoratu Okręgowego dowódca Straży Granicznej gen. bryg. Stefan Pasławski przydzielił komisariat „Żabie” do Inspektoratu Granicznego nr 21 „Kołomyja” i określił jego strukturę organizacyjną.
Już 8 września 1828 roku dowódca Straży Granicznej rozkazem nr 6 w sprawie organizacji Małopolskiego Inspektoratu Okręgowego podpisanym w zastępstwie przez mjr. Wacława Szpilczyńskiego zmieniał organizację komisariatu i ustalał zasięg placówek.
Rozkazem nr 7 z 25 września 1929 roku w sprawie reorganizacji i zmian dyslokacji Małopolskiego Inspektoratu Okręgowego komendant Straży Granicznej płk Jan Jur-Gorzechowski określił numer i nową strukturę komisariatu.
Rozkazem nr 4/31 zastępcy komendanta Straży Granicznej płk. Emila Czaplińskiego z 20 października 1931 roku zniesiono placówkę SG „Krzyworównia”.
Rozkazem nr 4 z 11 października 1932 roku w sprawach organizacji Małopolskiego Inspektoratu Okręgowego i niektórych inspektoratów granicznych, komendant Straży Granicznej płk Jan Jur-Gorzechowski zniósł placówkę I linii „Fereskula”.
Rozkazem nr 3 z 23 czerwca 1934 roku w sprawach […] tworzenia i zniesienia posterunków informacyjnych, komendant Straży Granicznej płk Jan Jur-Gorzechowski zniósł placówkę II linii „Krzywopole”.
Rozkazem nr 2 z 30 listopada 1937 roku w sprawach […] przeniesienia siedzib i likwidacji jednostek, komendant Straży Granicznej płk Jan Gorzechowski utworzył posterunek SG „Pop-Iwan”.
Rozkazem nr 13 z 31 lipca 1939 roku w sprawach […] przeniesienia siedzib i zmiany przydziałów jednostek organizacyjnych, komendant Straży Granicznej gen. bryg. Walerian Czuma zlikwidował placówkę I linii „Bałtaguł” i „Jarowiczora” i w ich miejsce utworzył placówkę I linii „Hołoszczyna”.
Rozkazem nr 2 z 16 stycznia 1939 roku w sprawie przejęcia odcinka granicy polsko-niemieckiej od Korpusu Ochrony Pogranicza na terenie Mazowieckiego Okręgu Straży Granicznej oraz przekazania Korpusowi Ochrony Pogranicza odcinka granicy na terenie Wschodniomałopolskiego Okręgu Straży Granicznej, w związku z przekazaniem Korpusowi Ochrony Pogranicza ochrony części granicy południowej Państwa na odcinku między przełęczą Użocką a stykiem granicy polsko-rumuńsko-czechosłowackiej, komendant Straży Granicznej płk Jan Gorzechowski zarządził likwidację komisariatu Straży Granicznej „Żabie”.

## Służba graniczna
Na terenie ochranianym przez komisariat Straży Granicznej „Żabie”, dokładniej na terenie placówki „Szybeny” znajdował się trójstyk granicy polsko-czechosłowacko-rumuńskiej.
Sąsiednie komisariaty:
- komisariat Straży Granicznej „Worochta” ⇔ komisariat Straży Granicznej „Kosów” – maj 1928,
- komisariat Straży Granicznej „Tatarów” ⇔ komisariat Straży Granicznej „Kosów” – wrzesień 1928,
- komisariat Straży Granicznej „Worochta” ⇔ komisariat Straży Granicznej „Kosów” – 1935[16].

## Funkcjonariusze komisariatu
| Kierownicy/komendanci komisariatu | Kierownicy/komendanci komisariatu | Kierownicy/komendanci komisariatu | Kierownicy/komendanci komisariatu |
| stopień                           | imię i nazwisko                   | okres pełnienia służby            | kolejne stanowisko                |
| --------------------------------- | --------------------------------- | --------------------------------- | --------------------------------- |
| podkomisarz                       | Stanisław Widliński               | 28 V 1932 –23 IX 1934             | kierownik komisariatu „Komańcza”  |
| podkomisarz                       | Józef Jaroszewski                 | 28 V 1935 – 2 III 1939            | kierownik komisariatu „Puck”      |
| aspirant                          | Tadeusz Piss                      | 2 III 1939 -                      |                                   |
| Zastępcy komendanta komisariatu   |                                   |                                   |                                   |
| starszy strażnik                  | Stanisław Agapi                   | 1 V 1939 –                        |                                   |

## Struktura organizacyjna
Organizacja komisariatu w maju 1928:
- komenda – Żabie,
- placówka Straży Granicznej I linii „Rzembronia”,
- placówka Straży Granicznej I linii „Szybeny”,
- placówka Straży Granicznej I linii „Hryniawa”,
- placówka Straży Granicznej I linii „Fereskula”,
- placówka Straży Granicznej II linii „Żabie”.

Organizacja komisariatu we wrześniu 1928:
- placówka Straży Granicznej I linii „Bystrzec”,
- placówka Straży Granicznej I linii „Szybeny”,
- placówka Straży Granicznej I linii „Hryniawa”,
- placówka Straży Granicznej I linii „Fereskula”,
- placówka Straży Granicznej I linii „Uścieryki”,
- placówka Straży Granicznej II linii „Ardzeluza”,
- placówka Straży Granicznej II linii „Krzyworównia”,
- placówka Straży Granicznej II linii „Żabie”.

Organizacja komisariatu we wrześniu 1929:
- 1/22 komenda – Żabie,
- placówka Straży Granicznej I linii „Bystrzec”,
- placówka Straży Granicznej I linii „Szybeny”,
- placówka Straży Granicznej I linii „Hryniawa”,
- placówka Straży Granicznej I linii „Fereskula”,
- placówka Straży Granicznej I linii „Dołhopole”,
- placówka Straży Granicznej I linii „Uścieryki”,
- placówka Straży Granicznej II linii „Żabie”,
- placówka Straży Granicznej II linii „Krzyworównia” → zniesiona w 1931,
- placówka Straży Granicznej II linii „Krzywopole”.

Organizacja komisariatu w 1931:
- komenda – Żabie (46 km),
- placówka Straży Granicznej I linii „Bystrzec”,
- placówka Straży Granicznej I linii „Szybeny”,
- placówka Straży Granicznej I linii „Hryniawa”,
- placówka Straży Granicznej I linii „Fereskula” → zniesiona w 1932,
- placówka Straży Granicznej I linii „Dołhopole”,
- placówka Straży Granicznej I linii „Uścieryki”,
- placówka Straży Granicznej II linii „Żabie”,
- placówka Straży Granicznej II linii „Krzyworównia”,
- placówka Straży Granicznej II linii „Krzywopole” → zniesiona w 1934.

Organizacja komisariatu w 1935:
- komenda – Żabie,
- placówka Straży Granicznej I linii „Bystrzec”,
- placówka Straży Granicznej I linii „Szybeny”,
- placówka Straży Granicznej I linii „Hryniawa”,
- placówka Straży Granicznej I linii „Dołhopole”,
- placówka Straży Granicznej I linii „Uścieryki”,
- placówka Straży Granicznej II linii „Żabie”,
- placówka Straży Granicznej II linii „Krzyworównia”,
- placówka Straży Granicznej II linii „Krzywopole”? (Krzyworównina).